# ISO 44001
La norma ISO 44001 "Collaborative business relationship management systems - Requirements and framework" in italiano "Sistemi di gestione delle relazioni di business collaborativi - requisiti e quadro di riferimento", è una norma internazionale che specifica i requisiti per identificare efficacemente, sviluppare e gestire i rapporti commerciali di collaborazione all'interno di una organizzazione o tra diverse organizzazioni.
È applicabile alle organizzazioni pubbliche e private di qualsiasi dimensione, sia a livello di grandi multinazionali e organizzazioni governative, che per organizzazioni di tipo non-profit, come pure per micro e piccole imprese.

## Storia
La ISO 44001 è stata sviluppata dall'ISO/TC 286 Collaborative business relationship management - groups, e pubblicata per la prima volta il 28 Febbraio 2017.
L'ISO/TC 286 è stato costituito nell'anno 2013.

## Principali requisiti della norma
La ISO 44001 adotta lo schema "ISO High Structure Level (HSL)" in 10 capitoli nella seguente suddivisione:
- 1 Scopo
- 2 Norme di riferimento
- 3 Termini e definizioni
- 4 Contesto dell'organizzazione
- 5 Leadership
- 6 Pianificazione
- 7 Supporto
- 8 Attività operative
- 9 Valutazione delle prestazioni
- 10 Miglioramento